# Miagrammopes maigsieus
Espèce
Miagrammopes maigsieus est une espèce d'araignées aranéomorphes de la famille des Uloboridae.

## Distribution
Cette espèce est endémique  de Palawan aux Philippines,.

## Description
La femelle holotype mesure 3,32 mm.

## Publication originale
- Barrion & Litsinger, 1995 : Riceland Spiders of South and Southeast Asia. CAB International, Wallingford, p. 1-700.